# 藤の森古墳
藤の森古墳（ふじのもりこふん）は、大阪府藤井寺市野中にあった古墳。形状は円墳。古市古墳群を構成した古墳の1つ。
畿内の横穴式石室としては最古級の例として知られるが、現在では墳丘は失われている。

## 概要
大阪府東部、誉田御廟山古墳（応神天皇陵）の西の大乗川による谷を隔てた先の台地上、蕃上山古墳の東側の位置に築造された古墳である。調査時点で盗掘に遭っていたほか、3次の発掘調査が実施されている。
墳形は円形で、直径25.5メートル（または22メートル/24メートル）を測った。墳丘外表ではこぶし大の河原石による葺石のほか、円筒埴輪列・形象埴輪（家形・盾形・蓋形・草摺形埴輪など）が認められている。また墳丘周囲には幅2.5-4メートル・深さ0.5メートルの周濠が巡らされる。埋葬施設は片袖式の横穴式石室で、南方向に開口した。石室内部では木棺を据えたと推定され、石室内からは副葬品として玉類・鉄鏃・鉄鉾・革綴短甲が、墳丘上からは馬具が出土している。
築造時期は、古墳時代中期の5世紀後半（または5世紀中葉）頃と推定される。古墳自体は小規模であるが、石室の様相としては横穴式石室の初現期を示し、畿内では最古級の横穴式石室である点で重要視される古墳である。
石室は、調査後に美陵ポンプ場の建設後にはポンプ場内に移築されていたが、現在ではアイセルシュラホール（藤井寺市藤井寺）敷地内に移築され保存されている。

## 遺跡歴
- 1965年（昭和40年）、大阪府水道部美陵ポンプ場の建設に伴い、蕃上山古墳とともに発掘調査（大阪府教育委員会、1965年に報告）。
- 1993年（平成5年）、発掘調査（大阪府教育委員会、1993年に概要報告）。
- 1996年（平成8年）、発掘調査（大阪府教育委員会、1996年に概要報告）。

## 埋葬施設

移築石室俯瞰図

移築石室展開図

埋葬施設としては片袖式横穴式石室が構築されており、南方向に開口した。石室の規模は次の通り。
- 石室全長：約4.5メートル[4]
- 玄室：長さ3.5メートル、幅1.5メートル
- 羨道：長さ約1メートル、幅0.8-0.9メートル

石室の石材は板状の割石の片岩で、閉塞石にも同じものが使用される。玄室の側壁は著しく持ち送って構築される。玄室・羨道の壁面には赤色顔料の塗布が認められる（閉塞石にはなし）。石室内部では、基底部から高さ0.1メートルまで黒色土を充填し、その上面にバラスを敷いて床面を形成する。羨道の閉塞には、1段目の板石の上に5-6段を小口積みし、閉塞石外面にはさらに土盛りをする。
石室内では鉄釘・鉄鎹が出土したことから、石室内西壁寄りにおいて木棺を据えたと推定される。頭位は北方向とみられる。石室は盗掘に遭っているが、発掘調査では副葬品の一部が出土しており、そのうちガラス製勾玉・丸玉は石室の北半分・中央部に密集し、奥壁付近には原位置を保つとみられる鉄鏃の一群が認められる。

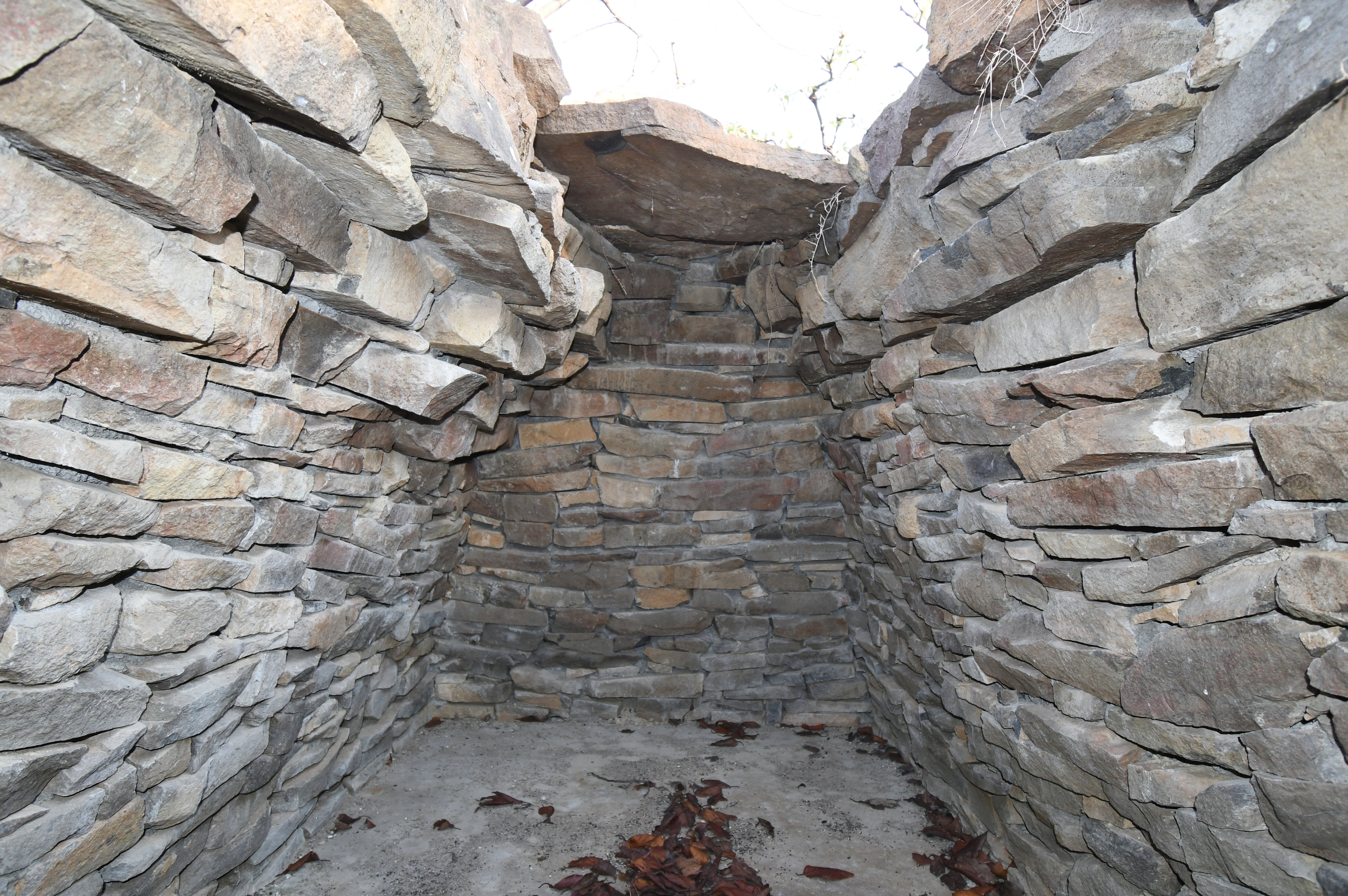
玄室（奥壁方向）
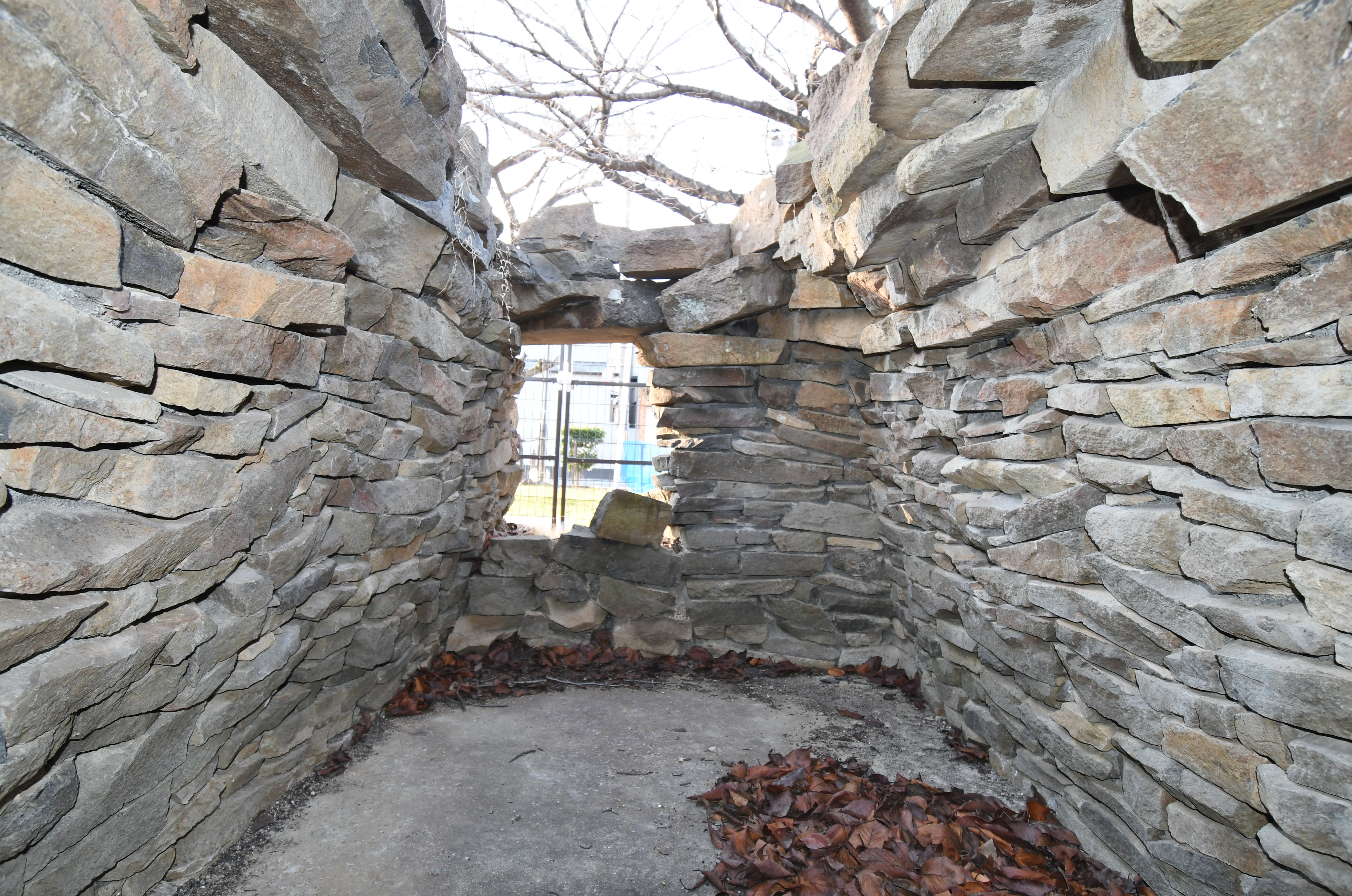
玄室（開口部方向）

## 出土品

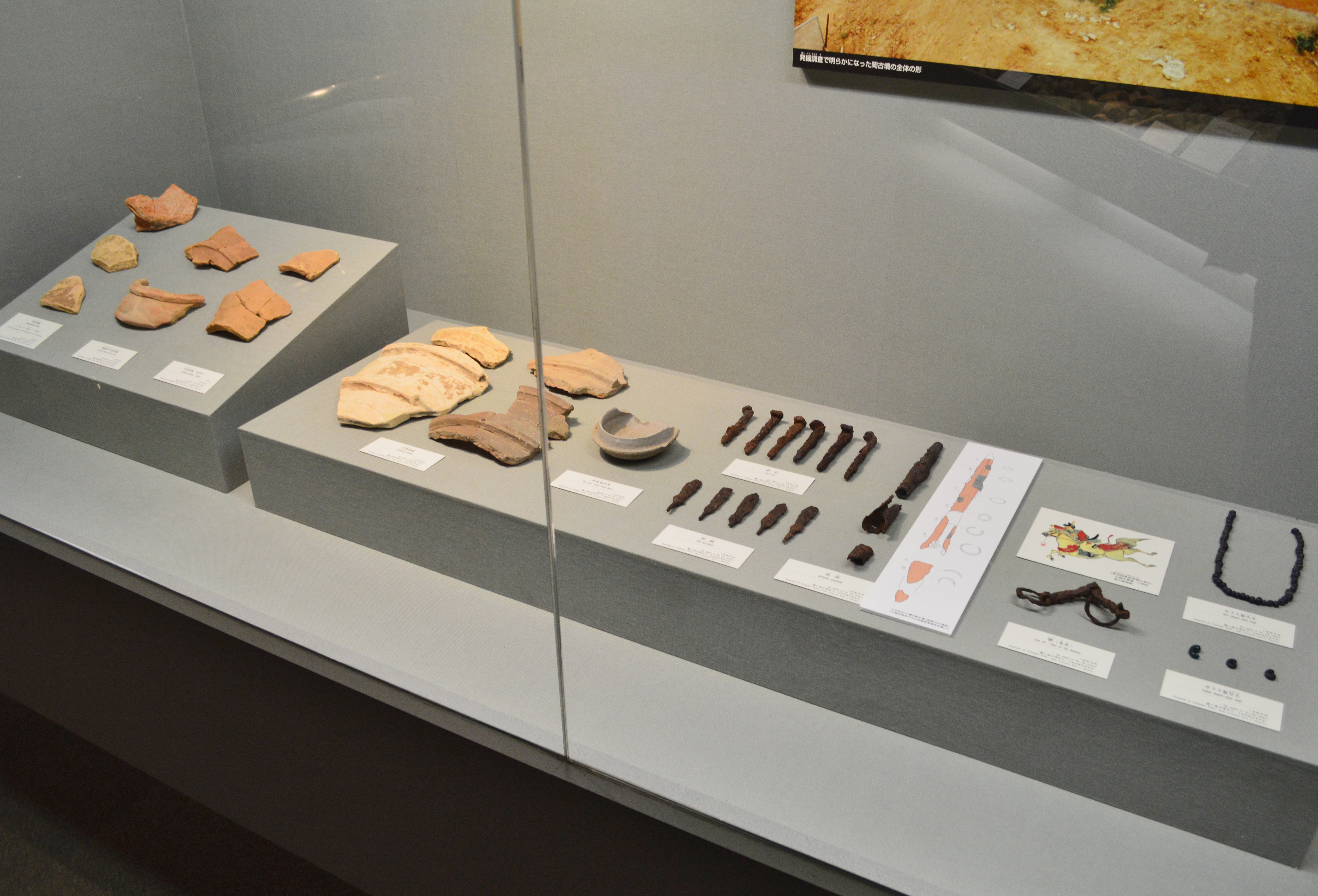
出土品アイセルシュラホール展示。

発掘調査で出土した副葬品は次の通り。
- ガラス製勾玉
- ガラス製丸玉
- 金銅製三輪玉
- 鉄鏃
- 鉄鉾
- 革綴短甲
- 轡 - 墳丘上出土。

## 関連施設
- 藤井寺市立生涯学習センター（アイセル シュラ ホール）（藤井寺市藤井寺） - 藤の森古墳の移築石室・出土品を展示。

## 関連文献
（記事執筆に使用していない関連文献）
- 『大阪府南河内郡美陵町 藤の森・蕃上山二古墳の調査』大阪府水道部、1965年。
- 『大阪府水道部美陵ポンプ場内はざみ山遺跡発掘調査概要 -藤の森古墳の調査-』大阪府教育委員会、1993年。
- 『大阪府水道部美陵ポンプ場内はざみ山遺跡発掘調査概要 -藤の森古墳の調査-』大阪府教育委員会、1996年。